# Paola Barbato
Paola Barbato (Milano, 18 giugno 1971) è una fumettista e scrittrice italiana.
Fa parte dello staff di sceneggiatori del fumetto italiano Dylan Dog edito dalla Sergio Bonelli Editore.

## Biografia
L'esordio su Dylan Dog avvenne con una sua storia pubblicata sull'albetto allegato allo Speciale Dylan Dog n. 12, mentre la sua collaborazione alla serie regolare ebbe inizio nel 1999 (albo n. 157, "Il sonno della ragione"). Con gli anni ne è divenuta un'autrice apprezzata ed è stata scelta per sceneggiare ancune delle storie più importanti per lo sviluppo dell'universo dylaniano. 
Nel 2003, insieme a Tiziano Sclavi, ha riscritto e adattato il racconto Ghor per la raccolta In fondo al nero di Urania Mondadori.
Nel 2004 ha pubblicato il racconto Bi nella raccolta Le ragazze con la pistola della Dario Flaccovio Editore.
Ha scritto tre romanzi thriller per la Rizzoli: nel 2006 Bilico, nell'aprile del 2008 Mani nude, che ha vinto l'edizione 2008 del Premio Scerbanenco, nel 2010 Il filo rosso.
Nel 2007 ha pubblicato il racconto La mungitura per la raccolta Incubi di Baldini Castoldi Dalai Editore.
Il 25 ottobre 2008 è uscito per la Sergio Bonelli Editore, nella collana Romanzi a fumetti Bonelli, Sighma, disegnato da Stefano Casini. Ha co-sceneggiato per la Filmmaster la fiction Nel nome del male con Fabrizio Bentivoglio, trasmessa da Sky nel giugno 2009.
Nel 2011 con l'ausilio di alcuni disegnatori esordienti (ai quali si aggiungeranno in seguito anche nomi più affermati) realizza il fumetto online Davvero, primo esperimento italiano di fumetto in stile shojo-manga.
L'anno seguente inaugura la nuova serie della Bonelli Le storie sceneggiandone il primo numero dal titolo Il Boia di Parigi ed esordisce anche nella serie mensile Davvero, edita dalla Star Comics, edizione cartacea rivista e ridisegnata del fumetto precedentemente pubblicato online.
Nel 2013 ha scritto il racconto Amorino per la raccolta Eros in giallo delle edizioni ES.
Nel 2015 pubblica l'ebook Intermittenze - racconti e brevistorie, che raccoglie gli scritti che le valsero la chiamata nella Sergio Bonelli Editore.
Nel 2016 scrive la sceneggiatura per un episodio breve di Black Death edito da Inkiostro Edizioni.
Tra il 2017 e il 2020 pubblica alcuni romanzi per l'editrice Piemme: Non ti faccio niente, Io so chi sei - che apre un trittico di storie che si completa con Zoo (2019) e Vengo a Prenderti (2020) - e il romanzo per ragazzi Il Ritornante.
Nel 2020, esce su testi suoi e del suo compagno Matteo Bussola, il numero zero della serie Bacteria, per Star Comics 

### Vita privata
È la compagna  dello scrittore  e sceneggiatore di fumetti Matteo Bussola. La coppia ha tre figlie.
Oltre ad essere una scrittrice, Paola Barbato si occupa anche di attività sociale, come presidente dell'Associazione "Mauro Emolo" ONLUS che si occupa di persone affette da una malattia genetica neurodegenerativa chiamata Corea di Huntington.

## Opere

### Romanzi e racconti
- Bilico, Rizzoli, 2007, ISBN 9788817014823.
- Mani nude, Rizzoli, 2008, ISBN 9788817021692.
- Il Filo rosso, Rizzoli, 2010, ISBN 9788817037648.
- Intermittenze - racconti e brevistorie[collegamento interrotto], 2015, ISBN 9786050382440.
- Non ti faccio niente, Edizioni Piemme, 2017, ISBN 9788856660005.
- Il Ritornante, Il Battello a Vapore, 2019, ISBN 9788856673791
- Il diario del giorno dopo. Il futuro fa paura se lo conosci, 2020, Il Battello a Vapore, ISBN 9788856677546
- Di chi ha paura il Lupo Cattivo?, 2021, Il Battello a Vapore ISBN 9788856679137
- L'ultimo Ospite, Edizioni Piemme, 2021, ISBN 9788856679915
- Scripta manent, Edizioni Piemme, 2021, ISBN 9788855446945
- La cattiva strada, Edizioni Piemme, 2022, ISBN 9788856684162
- Il dono. Edizioni Piemme, 2023, ISBN 9788856690095
- Il buio, che paura!, 2023, Il Battello a Vapore, ISBN 9788856691481
- La torre d'avorio, 2024, Neri Pozza, ISBN 9788854530201

Poli/Bilogia
- Io so chi sei, Edizioni Piemme, 2018, ISBN 9788856664966.
- Zoo, Edizioni Piemme, 2019, ISBN 9788856670288.
- Vengo a prenderti, Edizioni Piemme, 2021, ISBN 9788855446723.

### Romanzi e racconti tradotti e pubblicati all'estero
- À mains nues, DENOËL, 2014, ISBN 2207116247.
- Le Fil rouge, DENOËL, 2015, ISBN 9782207118900.
- Bon à tuer, DENOËL, 2018, ISBN 9782207137666.

### Black Death
- Black Death n. 4 - Into the Black

- Black Death: Saga Completa (Editora Lorentz)

### Davvero
- Davvero n. 1 – Cambiamenti
- Davvero n. 2 – Troppi cambiamenti
- Davvero n. 3 – Scherzare col fuoco
- Davvero n. 4 – Cose che capitano
- Davvero n. 5 – Tutto!
- Davvero n. 6 – Tutto e niente
- Davvero n. 7 – La fine e l'inizio

### Dylan Dog
Albi della serie regolare (testi)
- Il sonno della ragione, in Dylan Dog n. 157, Sergio Bonelli Editore, ottobre 1999.
- Con Tiziano Sclavi (testi), Corrado Roi (disegni); Il mondo perfetto, in Dylan Dog n. 163, Sergio Bonelli Editore, aprile 2000.
- Medusa, in Dylan Dog n. 167, Sergio Bonelli Editore, agosto 2000.
- Lo specchio dell'anima, in Dylan Dog n. 169, Sergio Bonelli Editore, ottobre 2000.
- Memorie dal sottosuolo, in Dylan Dog n. 172, Sergio Bonelli Editore, gennaio 2001.
- Il seme della follia, in Dylan Dog n. 175, Sergio Bonelli Editore, aprile 2001.
- Requiem per un mostro, in Dylan Dog n. 183, Sergio Bonelli Editore, dicembre 2001.
- Phobia, in Dylan Dog n. 185, Sergio Bonelli Editore, febbraio 2002.
- Il prezzo della morte, in Dylan Dog n. 189, Sergio Bonelli Editore, giugno 2002.
- Sciarada, in Dylan Dog n. 191, Sergio Bonelli Editore, agosto 2002.
- Il numero duecento, in Dylan Dog n. 200, Sergio Bonelli Editore, maggio 2003.
- Il settimo girone, in Dylan Dog n. 202, Sergio Bonelli Editore, luglio 2003.
- Nebbia, in Dylan Dog n. 206, Sergio Bonelli Editore, novembre 2003.
- Il Pifferaio Magico, in Dylan Dog n. 210, Sergio Bonelli Editore, marzo 2004.
- Necropolis, in Dylan Dog n. 212, Sergio Bonelli Editore, maggio 2004.
- Il tocco del diavolo, in Dylan Dog n. 221, Sergio Bonelli Editore, febbraio 2005.
- Oltre quella porta, in Dylan Dog n. 228, Sergio Bonelli Editore, settembre 2005.
- L'ultimo arcano, in Dylan Dog n. 234, Sergio Bonelli Editore, marzo 2006.
- Xabaras!, in Dylan Dog n. 241, Sergio Bonelli Editore, ottobre 2006.
- In nome del padre, in Dylan Dog n. 242, Sergio Bonelli Editore, novembre 2006.
- Il cimitero dei freaks, in Dylan Dog n. 245, Sergio Bonelli Editore, febbraio 2007.
- Il giardino delle illusioni, in Dylan Dog n. 279, Sergio Bonelli Editore, dicembre 2009.
- Anime prigioniere, in Dylan Dog n. 292, Sergio Bonelli Editore, gennaio 2011.
- La seconda occasione, in Dylan Dog n. 296, Sergio Bonelli Editore, maggio 2011.
- Il crollo, in Dylan Dog n. 313, Sergio Bonelli Editore, ottobre 2012.
- Mai più, ispettore Bloch, in Dylan Dog n. 338, Sergio Bonelli Editore, novembre 2014.
- ...e cenere tornerai, in Dylan Dog n. 346, Sergio Bonelli Editore, luglio 2015.
- Gli abbandonati, in Dylan Dog n. 347, Sergio Bonelli Editore, agosto 2015.
- La morta non dimentica, in Dylan Dog n. 349, Sergio Bonelli Editore, ottobre 2015.
- L'uomo dei tuoi sogni, in Dylan Dog n. 355, Sergio Bonelli Editore, aprile 2016.
- Remington House, in Dylan Dog n. 360, Sergio Bonelli Editore, settembre 2016.
- Cose perdute, in Dylan Dog n. 363, Sergio Bonelli Editore, dicembre 2016.
- Il bianco e il nero, in Dylan Dog n. 372, Sergio Bonelli Editore, agosto 2017.
- Nessuno è innocente, in Dylan Dog n. 380, Sergio Bonelli Editore, aprile 2018.
- Esercizio numero 6, in Dylan Dog n. 388, Sergio Bonelli Editore, aprile 2018.
- La caduta degli dei, in Dylan Dog n. 390, Sergio Bonelli Editore, febbraio 2019.
- Il sangue della terra, in Dylan Dog n. 391, Sergio Bonelli Editore, marzo 2019.
- Il primordio, in Dylan Dog n. 392, Sergio Bonelli Editore, aprile 2019.
- Eterne stagioni, in Dylan Dog n. 394, Sergio Bonelli Editore, giugno 2019.
- Morbo M, in Dylan Dog n. 397, Sergio Bonelli Editore, settembre 2019.
- Chi muore si rivede, in Dylan Dog n. 398, Sergio Bonelli Editore, ottobre 2019.
- Giochi innocenti, in Dylan Dog n. 414, Sergio Bonelli Editore, febbraio 2021.
- Sally, in Dylan Dog n. 418, Sergio Bonelli Editore, giugno 2021.

#### Albi fuori serie

##### Speciali
- La scelta, in Speciale Dylan Dog n. 18, Sergio Bonelli Editore, ottobre 2004.
- La peste, in Speciale Dylan Dog n. 19, Sergio Bonelli Editore, ottobre 2005.
- Il santuario, in Speciale Dylan Dog n. 24, Sergio Bonelli Editore, ottobre 2010.

##### Almanacco della paura
- Qualcuno nell’ombra, in Almanacco della Paura n. 11, Sergio Bonelli Editore, aprile 2001.

##### Maxi
- L'Esodo, in Maxi Dylan Dog n. 4, Sergio Bonelli Editore, luglio 2001.
- Il capobranco, in [Maxi Dylan Dog n. 6, Sergio Bonelli Editore, luglio 2003.
- Chiamata dall'Inferno, in [Maxi Dylan Dog n. 17, Sergio Bonelli Editore, luglio 2012.
- [Maxi Dylan Dog n. 24, Sergio Bonelli Editore, giugno 2015.

##### Gigante
- Il "Senza Nome", in Dylan Dog Gigante n. 13, Sergio Bonelli Editore, novembre 2004.
- La lunga notte, in Dylan Dog Gigante n. 15, Sergio Bonelli Editore, novembre 2006.
- Il Dogma, in Dylan Dog Gigante n. 16, Sergio Bonelli Editore, novembre 2007.
- Tueentoun, in Dylan Dog Gigante n. 18, Sergio Bonelli Editore, novembre 2009.

##### Color Fest
- Videokiller, in Dylan Dog Color Fest n. 2, Sergio Bonelli Editore, agosto 2008.
- La predatrice, in Dylan Dog Color Fest n. 6, Sergio Bonelli Editore, maggio 2011.
- Gargoyle, in Dylan Dog Color Fest n. 13, Sergio Bonelli Editore, agosto 2014.
- Baba Yaga, in Dylan Dog Color Fest n. 17, Sergio Bonelli Editore, maggio 2016.
- Paola Barbato (testi), Carmine Digiandomenico (disegni), Ancora un lungo addio, in Dylan dog color fest n. 22, Sergio Bonelli Editore, agosto 2017.

#### Altre pubblicazioni per la Sergio Bonelli editore sceneggiate da Paola Barbato

##### Romanzi a fumetti
- Paola Barbato (testi), Stefano Casini (disegni); Sighma, in Romanzi a fumetti Bonelli n. 3, Sergio Bonelli Editore, novembre 2008.
- Paola Barbato e Luigi Piccatto (testi), Luigi Piccatto (disegni); Darwin, in Romanzi a fumetti Bonelli n. 7, Sergio Bonelli Editore, giugno 2012.
- Paola Barbato (testi), Paolo Armitano e Davide Furanò (disegni), Mani nude, Sergio Bonelli Editore, novembre 2017.

##### Le Storie
- Il boia di Parigi, in Le storie n. 1, Sergio Bonelli Editore, ottobre 2012.
- La pazienza del destino, in Le storie n. 12, Sergio Bonelli Editore, settembre 2013.
- La gabbia, in Le storie n. 20, Sergio Bonelli Editore, maggio 2014.
- Il principe di Persia, in Le storie n. 23, Sergio Bonelli Editore, agosto 2014.
- I due re, in Le storie n. 30, Sergio Bonelli Editore, marzo 2015.
- I sogni dei morti, in Le storie n. 40, Sergio Bonelli Editore, gennaio 2016.
- Michele Medda, Paola Barbato (testi), Fabio Detullio, Werner Maresta (disegni); Wildlife, in Le storie n. 74, Sergio Bonelli Editore, novembre 2018.

##### Ut
- Le vie della fame, in Ut n. 1, Sergio Bonelli Editore, aprile 2016.
- Le vie dei mestieri, in Ut n. 2, Sergio Bonelli Editore, maggio 2016.
- Le vie dei pensieri, in Ut n. 3, Sergio Bonelli Editore, giugno 2016.
- Gli uomini se ne vanno, gli arrabbiati restano, in Ut n. 4, Sergio Bonelli Editore, luglio 2016.
- Histeria, in Ut n. 5, Sergio Bonelli Editore, agosto 2016.
- Iranon in atem, in Ut n. 6, Sergio Bonelli Editore, settembre 2016.
- Paola Barbato (testi), Corrado Roi (disegni), Ut. l'inizio, Sergio Bonelli Editore, novembre 2017.

##### Juric
- Con Roberto Recchioni (testi), José Andres Mossa (colori), Roberto De Angelis (disegni); Il fiore del male, in Orfani: Juric n. 1, Sergio Bonelli Editore, ottobre 2016.
- Con Roberto Recchioni (testi), Stefania Aquaro, Alessia Pastorello, Luca Saponti (colori), Roberto De Angelis, Riccardo La Bella e Maurizio Di Vincenzo (disegni); Storia di una principessa, in [Orfani: Juric n. 2, Sergio Bonelli Editore, novembre 2016.
- Con Roberto Recchioni (testi), Andres Mossa (colori), Luca Casalanguida (disegni); La regina è morta, viva la regina, in [Orfani: Juric n. 3, Sergio Bonelli Editore, dicembre 2016.

##### Grouchomicon
- Groucho profondo, in Grouchomicon, Sergio Bonelli Editore, novembre 2017.

##### 10 Ottobre
- 10 Ottobre vol.1, in 10 Ottobre, Sergio Bonelli Editore, novembre 2021.
- 10 Ottobre vol.2, in 10 Ottobre, Sergio Bonelli Editore, febbraio 2022.
- 10 Ottobre vol.3, in 10 Ottobre, Sergio Bonelli Editore, aprile 2022.
- 10 Ottobre vol.4, in 10 Ottobre, Sergio Bonelli Editore, luglio 2022.

### Altre pubblicazioni per la Star Comics sceneggiate da Paola Barbato

#### Bacteria
- Paola Barbato, Matteo Bussola (testi), Emiliano Piliu, (disegni); Bacteria, , Star Comics, giugno 2021.

## Riconoscimenti
- Premio Scerbanenco nell'aprile del 2008 con il romanzo Mani nude[13]
- Gran Guinigi nel 2013 in qualità di miglior sceneggiatrice dell'anno.[14]
- Gran Guinigi nel 2017 con Corrado Roi per Ut (miglior serie).[15]
- Premio SUGARPRIZE nel 2017 alla carriera .[16]
- Premio Bancarellino nel 2025 con Horror Game.[17]